# Pierre Laval
Pierre Laval (pronunciación en francés: /pjɛʁ laval/; Châteldon, 28 de junio de 1883-Fresnes, 15 de octubre de 1945) fue un político francés célebre por su participación en la Tercera República Francesa y el Régimen de Vichy. Su participación en la Segunda Guerra Mundial, que destacó por su colaboracionismo con la Alemania nazi, le costó la pena de muerte al finalizar el conflicto.

## Primeros años
Nacido el 28 de junio de 1883 en Châteldon, en la región francesa de Auvernia. Su padre era un pequeño empresario de la localidad, que ejercía a la vez de cartero, tabernero y carnicero. Buen estudiante, enseñó biología antes de obtener una beca que le permitió estudiar Derecho en París. Se graduó el año 1909 y se especializó en derecho laboral; defendió a obreros y trabajó para el sindicato Confederación General del Trabajo. Se adhirió a los socialistas en 1903, siguiendo las doctrinas de Georges Sorel, aunque Laval siempre postuló que su socialismo era más «emotivo que racional» y no le interesaban las discusiones teóricas sobre filosofía o política.
Fue elegido diputado en el suburbio obrero parisino de Aubervilliers en 1914, como socialista. Más popular por su temperamento campechano y sus servicios a sus electores que por ser un gran teórico socialista, conservó el respaldo mayoritario de su circunscripción pese a su evolución política posterior.

## Carrera política

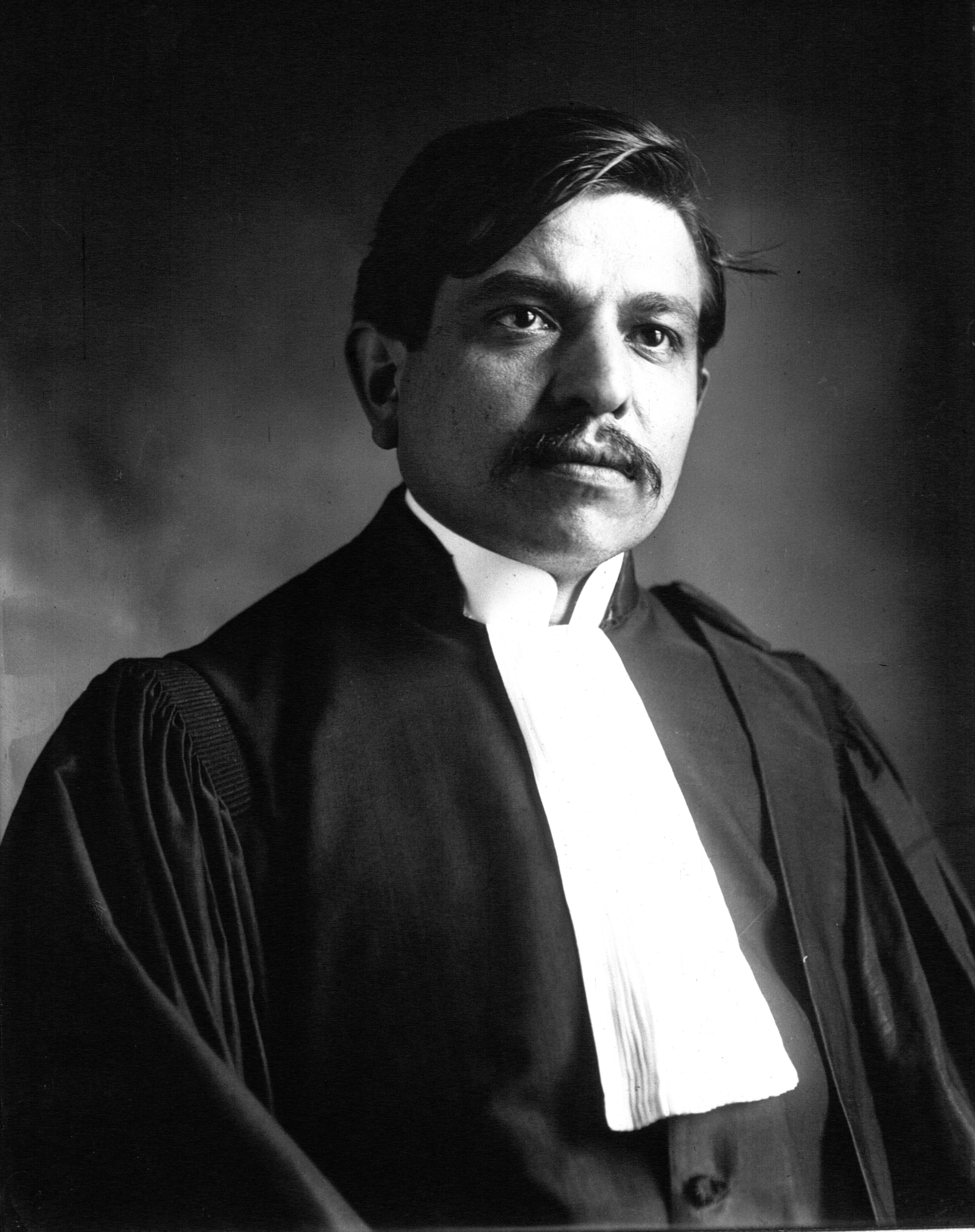
Laval en 1913.

Durante la Primera Guerra Mundial Laval era diputado en la Asamblea Nacional, por el departamento del Sena dentro del partido socialista francés de esa época. Desde esa posición apoyó el esfuerzo bélico francés en agosto de 1914, pero en simultáneo alentó esfuerzos para llegar a una conclusión pacífica del conflicto; se enfrentó incluso a otros socialistas cuando defendió en el Parlamento francés a obreros que declaraban huelgas en medio de las ofensivas alemanas de 1916, lo cual dañó sus posibilidades de seguir ascendiendo en el Partido Socialista debido a su poca obediencia a los jerarcas. En 1917, desató gran revuelo por acusar al Gobierno de emplear soldados vietnamitas para desbaratar las manifestaciones en favor de la paz. Votó en contra del Tratado de Versalles.
En las elecciones de 1919 Laval no fue reelecto al parlamento, pero aún en 1920 destacaba como miembro de la Sección Francesa de la Internacional Obrera en calidad de líder socialista; no obstante, pronto evolucionó hacia posturas cada vez más conservadoras, rompiendo con los socialistas y presentándose en 1922 como candidato independiente a la Asamblea Nacional, sin éxito. En 1924 recuperó la alcaldía de Aubervilliers, importante suburbio al norte de París, al derrotar al candidato comunista y recuperó su escaño en el Parlamento, ya como independiente. Su conversión a posiciones más conservadoras causó que Laval se alejara de sus antiguos compañeros; en 1925 ingresó por primera vez en el Consejo de Ministros, al frente del Ministerio de Obras Públicas en el gabinete de Paul Painlevé. En la década de 1925-1935, fue ministro once veces y presidió el Gobierno en cuatro ocasiones. En 1930 fue ministro de Trabajo en el gabinete centrista de André Tardieu. Pese a su origen humilde y provinciano, se fue labrando una fortuna que le hizo uno de los políticos franceses más ricos del periodo de entreguerras. Presidió el Gobierno en 1931 y de nuevo de junio de 1935 a febrero de 1936. Entre octubre de 1934 y principios de 1936, desempeñó también el cargo de ministro de Asuntos Exteriores.
Compró y rehabilitó el castillo de su pueblo natal y se dedicó a reflotar empresas en crisis que compraba a crédito y venderlas luego para obtener beneficios. Pese a que tras la Segunda Guerra Mundial se lo acusó de malversación, el cargo no se pudo probar.
En 1927 se postuló al Senado, ya como adversario del Cartel des Gauches (Coalición de Izquierdas). Su independencia, pragmatismo y capacidad para relacionarse con la izquierda y la derecha le eran característicos. En política su posición era cercana a la Aristide Briand, con el que compartió el deseo de mejorar las relaciones franco-alemanas, André Tardieu y Raymond Poincaré, conservadores.

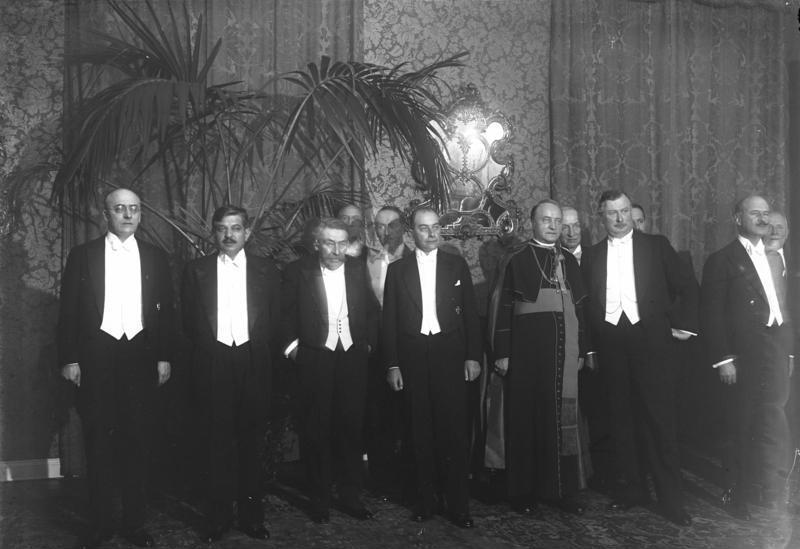
Pierre Laval (segundo desde la izquierda) durante una recepción oficial en Alemania junto al canciller Heinrich Brüning, en 1931.

En 1931, como jefe de Gobierno de Francia, entabló cordiales relaciones con el caudillo italiano Benito Mussolini y mostró cada vez más preocupación, y luego admiración, por el poder de la Alemania nazi y la Italia fascista. Cuando fue ministro de Asuntos Exteriores de Francia en 1936, Laval luchó en la Sociedad de Naciones para evitar sanciones económicas a Italia después que tropas fascistas invadieran Etiopía en 1935, mostrando además un fuerte distanciamiento del Reino Unido. Directo en el trato y con gran confianza en sí mismo, carecía de experiencia diplomática, y no logró resolver las sucesivas crisis internacionales a las que tuvo que enfrentarse. En 1931 sus negociaciones con el presidente estadounidense Herbert Hoover y el canciller alemán Heinrich Brüning no consiguieron atajar la Gran Depresión; en 1935, sus contactos con Mussolini, en los que pareció acceder a la invasión italiana de Etiopía, suscitaron un gran escándalo. Aprovechando el encuentro con el dictador italiano en enero de ese año en Roma, realizó la primera visita de un miembro del Gobierno francés al Vaticano desde Napoleón, y recibió de manos de Pío XI la Gran Cruz de la Orden de Pío IX. En 1935 firmó un acuerdo defensivo con la URSS, pero no lo ratificó.
La victoria del Frente Popular en 1936 lo eliminó de la dirección de la política nacional y pasó los siguientes cuatro años en un segundo plano.
Cuestionado por sus simpatías hacia el Tercer Reich, Laval se transformó en un decidido partidario de la colaboración francesa con el nazismo y se convenció de la debilidad de la democracia y del liberalismo político, estableciendo nexos con grupos de extrema derecha. Cuando en septiembre de 1939 estalló la Segunda Guerra Mundial, Laval apoyó de nuevo el esfuerzo bélico francés pero no dejó de precisar que el conflicto pudo haberse evitado mediante medios diplomáticos, siendo entonces nuevamente diputado en la Asamblea nacional francesa.

## Régimen de Vichy
El resurgimiento político de Laval acaeció tras la derrota de Francia en junio de 1940: el nuevo Gobierno del mariscal Pétain necesitaba un político destacado del periodo de entreguerras para lograr que la Asamblea Nacional y el Senado aprobasen la abolición de la Constitución de 1875 y encargasen al mariscal la redacción de una nueva. Laval obtuvo el puesto e ingresó en el gabinete el 27 de junio, como vicepresidente del Gobierno. Como representante del mariscal, Laval logró su objetivo sin apenas oposición gracias al ambiente de derrota y deseo de cambio de la mayoría de los diputados y senadores y entre el 9 y el 11 de junio se puso fin a la Tercera República Francesa y Pétain obtuvo plenos poderes legislativos y ejecutivos.
En junio de 1940, Laval presionó a sus compañeros de la Asamblea Nacional para que el gobierno del presidente Paul Reynaud aceptara la victoria total de Alemania en la batalla de Francia y buscara un armisticio, mostrándose como un sincero partidario de la cooperación voluntaria con el III Reich y aprovechando el pesimismo del Consejo de Ministros y del Estado mayor del Ejército, dirigido por el general Maxime Weygand. En tal sentido apoyó totalmente al anciano mariscal Philippe Pétain en su decisión de ocupar el cargo de presidente del gobierno el 14 de junio de 1940, disolver la Asamblea Nacional y poner fin a la Tercera República Francesa, permaneciendo en Francia tras la victoria alemana y consiguiente ocupación de París. 
De este modo Laval consiguió ser protagonista principal en el régimen títere de Vichy, en constante pugna con otros colaboracionistas pro alemanes, pero gozando de la confianza de los nazis al ser el político francés más útil en servir a los intereses alemanes. No obstante su escasa popularidad incluso dentro de los líderes del Régimen de Vichy, Laval fue nombrado presidente del Consejo de Ministros en julio de 1940 y se caracterizó por mostrar siempre una tenaz confianza en la victoria final de la Alemania nazi, siendo considerado por Hitler como el colaboracionista más eficaz dentro de Francia.
Las intrigas de otros colaboracionistas consiguieron apartar a Laval del poder en diciembre de 1940, cuando se formó un gabinete dirigido por el almirante François Darlan. Pronto fue evidente para los nazis la inexistencia de otro líder político semejante a Laval y dotado de similar eficacia en manejos administrativos, en tanto Darlan mostraba una abierta hostilidad contra Gran Bretaña y la URSS pero evitaba una colaboración total con los nazis en el grado que ansiaba Hitler. De hecho fue mediante presión alemana que Laval logró alcanzar la jefatura de gobierno de Vichy desde abril de 1942 hasta septiembre de 1944, a pesar de las reticencias de Pétain. 

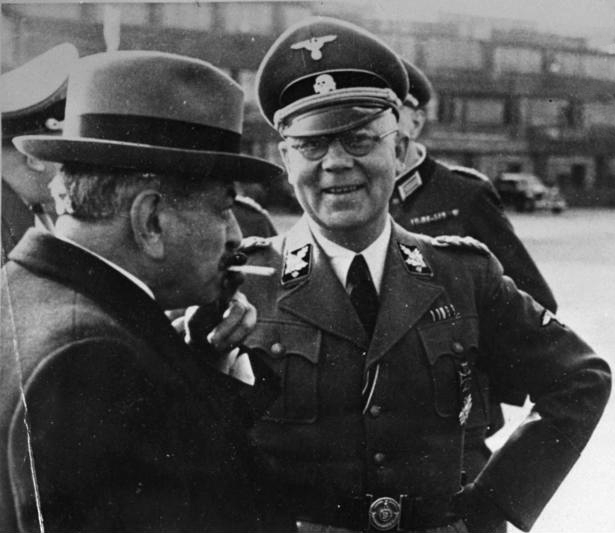
Pierre Laval y el jefe de las SS en Francia, Carl Oberg, durante un acto oficial en París en 1943.

Laval no defraudó la confianza de los nazis y colaboró lealmente en todas las exigencias hechas por el Tercer Reich, desde la persecución de los judíos residentes en Francia hasta la deportación de miles de obreros franceses a Alemania para trabajos forzados, junto con la implementación de diversas normas para colocar la industria francesa al servicio de las demandas militares alemanas en detrimento de la economía local. Ferviente antisemita, cooperó decididamente con las oficinas de deportación de la burocracia nazi dirigida por el arquitecto del Holocausto Adolf Eichmann. De igual forma auxilió y protegió a la Milicia francesa como herramienta de represión contra la Resistencia y como medio de ganarse la buena voluntad de los nazis en calidad de «luchador contra el judeo-bolchevismo». En 1943 Laval pronunció en la radio francesa un célebre discurso de la historia francesa que empezaba con las palabras «Yo deseo la victoria de Alemania, porque sin ello el bolchevismo se apoderaría de toda Europa». Tales palabras fueron utilizadas después de la guerra para medir su intenso grado de colaboracionismo con los nazis, aún en contra de los intereses de Francia, y fueron una de las principales pruebas utilizadas en el proceso que se le formuló.
Tras la Batalla de Normandía en junio de 1944, Laval intentó mantener en pie el régimen de Vichy confiando aún en el triunfo final alemán o al menos en una paz negociada, pero la veloz retirada de las tropas alemanas se lo impidió. Laval y el resto de dirigentes de la Francia de Vichy fueron llevados por tropas de la SS a la ciudad de Belfort, fronteriza con Suiza el 20 de agosto de 1944 pero ante el rápido avance aliado los colaboracionistas franceses fueron llevados casi de inmediato por la Gestapo a Alemania.
Laval y sus colegas terminaron instalándose en el Castillo de Sigmaringen con el resto de los colaboracionistas franceses, en un remedo de gobierno francés llamado «Comisión gubernamental para la defensa de los intereses franceses en Alemania», desde septiembre de 1944. En mayo de 1945 las tropas estadounidenses toman Sigmaringen y advierten que los franceses capturados allí serían entregados a la Francia Libre. En ese momento, Laval pide al entonces ministro de exteriores de España, José Félix de Lequerica, que había conocido como embajador ante su gobierno en Vichy, su intervención ante Franco para obtener el asilo político. Laval, que llegó a Barcelona el 2 de mayo de 1945 en avión, estuvo interno en el castillo de Montjuich junto a otros ministros de Vichy como Abel Bonnard y Maurice Gabolde. La presión del Gobierno francés tuvo como efecto que Franco aceptara la repatriación de Laval, al contrario que la de otros colaboracionistas franceses exiliados en España. Sería devuelto a Francia el 30 de julio de 1945 para ser juzgado. Encarcelado desde el día 1 de agosto, fue reclamado para declarar como testigo el día 3.

## Juicio y ejecución
El proceso de Laval empezó en París el 4 de octubre de 1945 y se caracterizó por un estallido de furia popular —compartida por socialistas, gaullistas y casi todas las facciones de la Resistencia francesa—, al punto que los propios jueces condujeron el proceso bajo fuerte presión popular para condenarlo. Laval mantuvo su inocencia y antes de las sesiones del tribunal parecía convencido de que podría retomar su carrera política tras ser absuelto, si es que el juicio se desarrollaba con imparcialidad.
No obstante, esta esperanza desapareció en Laval cuando el propio jurado acusatorio, establecido según la ley penal francesa, estallaba en furia y lo atacaba a gritos como culpable en medio de las sesiones, pidiendo inclusive el fusilamiento para el acusado, al punto que, en la audiencia del 6 de octubre, un jurado le increpó que «Francia ya lo había juzgado». 
Laval se abstuvo de ejercer defensa a través de su abogado y de acudir a las sesiones del tribunal con la esperanza de dilatar el proceso y lograr la instalación de otro tribunal más adelante, acusando a los jueces de faltar a toda imparcialidad. Esa táctica no funcionó y el 9 de octubre, en ausencia, Laval fue condenado a muerte por traición. Fue fusilado en el patio de la cárcel de Fresnes el 15 de octubre de 1945.